# Bengäddor

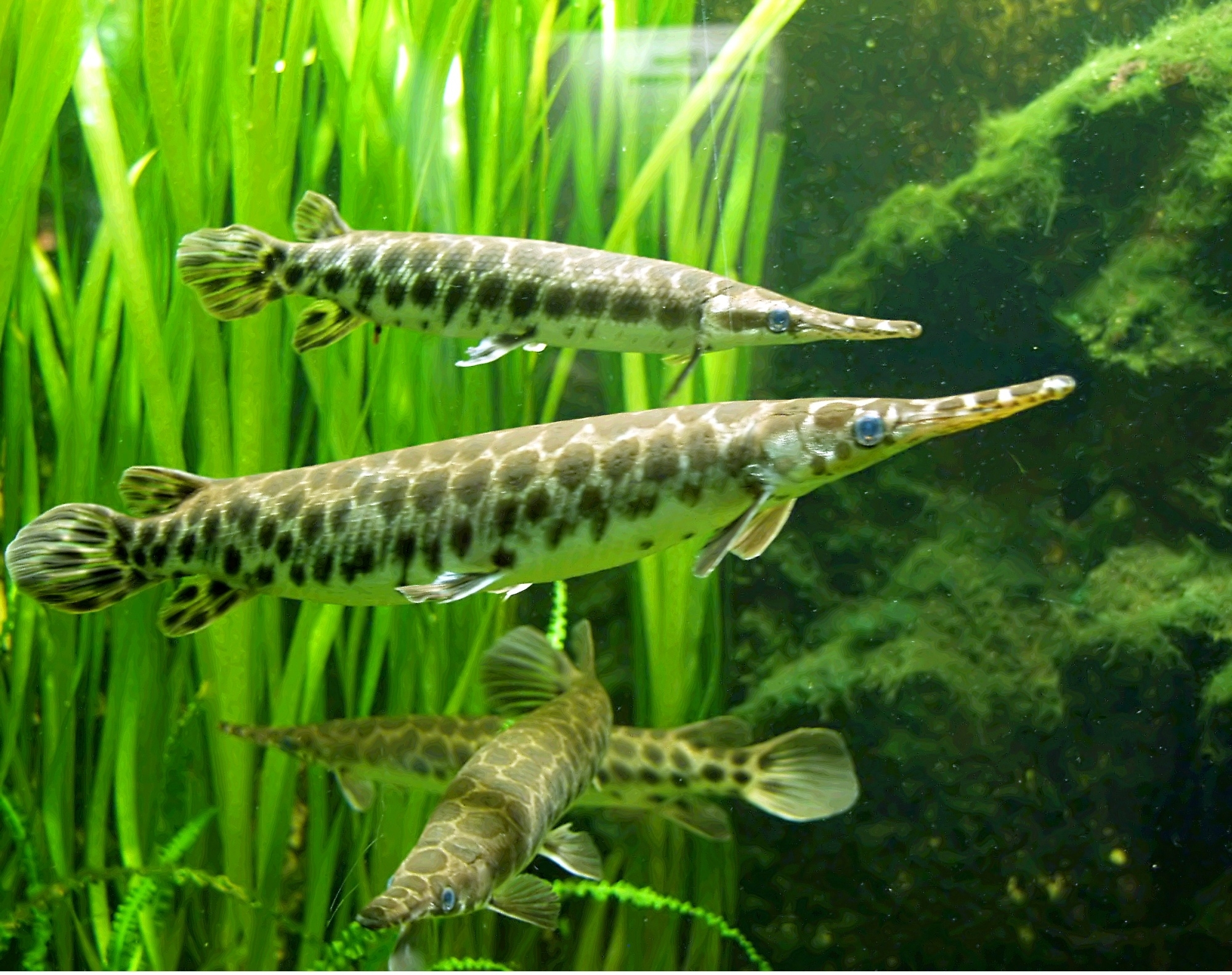
Floridabengädda

Bengäddor (Lepisosteidae) är utpräglade rovfiskar som finns i ett flertal arter. De är inte släkt med vanliga gäddor, utan har fått sitt namn på grund av att de är anpassade till ett levnadssätt som liknar gäddans och därför har liknande kroppsform. Det engelska namnet gar kommer från den likaledes obesläktade näbbgäddan ("garfish"). De är huvudsakligen sötvattensfiskar och lever i Nord- och Centralamerika. Jämte störar och bågfenor hör de till de få familjer av sötvattensfiskar som existerat sedan kritperioden.
Några av familjens medlemmar besöker ibland bräckt vatten och i sällsynta fall hittas de i havet. Tänderna i de långsträckta käkarna liknar nålar. Fjällen är uppbyggda av flera skikt av en glansig mineraliserad vävnad samt av ett lager av tandben (dentin). Längs sidolinjen förekommer vanligen 50 till 65 fjäll. De största arterna når en längd upp till 3 meter.

## Taxonomi
Släkten och arter enligt Fishbase:
- Atractosteus
  - Alligatorbengädda (Atractosteus spatula). Alligatorbengäddan har en kort, bred nos och två stora tandrader i överkäken. Den är prickig, framförallt på kroppens bakre del.
  - Kubansk bengädda (Atractosteus tristoechus). Saknar fläckar och kan variera mellan olivgrön och guldfärgad.
  - Tropisk bengädda (Atractosteus tropicus). Denna art är mycket ovanlig.
- Lepisosteus
  - Fläckig bengädda (Lepisosteus oculatus). Arten har lång nos och fläckarna finns främst på bakre delen av kroppen.
  - Långnosad bengädda (Lepisosteus osseus). Den har en lång, smal nos. Den har också en smal kropp.
  - Kortnosad bengädda (Lepisosteus platostomus). Har en kort nos. Till skillnad från alligatorbengäddan har den inga tandrader i överkäken. Har inte heller fläckar.
  - Floridabengädda (Lepisosteus platyrhincus). Denna bengädda har mer prickar på kroppen och en kortare nos än många andra bengäddor.

Vid sidan av dessa arter finns det ett antal hybrider, t.ex. krokodilbengädda.